# Laola1.tv
Laola1.tv war eine österreichische Website, die Livestreams verschiedener Sportarten anbot.

## Geschichte des Unternehmens
Das Unternehmen LAOLA1 Multimedia GmbH wurde am 13. Juli 2001 gegründet. Es hat seinen Sitz in Wien und ist ein Tochterunternehmen von the sportsman media holding. Geschäftsführer sind Thomas Krohne, von 2012 bis 2018 Präsident des Deutschen Volleyball-Verbandes, Karl Wieseneder und Rainer Geier.
Erstes Projekt des Unternehmens war die Internetseite Sport1.at, die sich vor allem auf Highlightvideos spezialisierte. Diese Seite wurde sechs Jahre später durch Laola1.tv ersetzt und ein Fokus auf Sport-Liveübertragungen gelegt. Zudem produzierte das Unternehmen verschiedene Websites, zum Beispiel für die deutsche Nationalmannschaft oder Profivereine wie den VfB Stuttgart oder Hertha BSC.
Im Jahr 2009 erwarb das Unternehmen die Live-Übertragungsrechte an der spanischen Primera División. Die Übertragungen aus Spanien machten die Seite bekannter und bescherten ihr bis zu 1,3 Millionen Zuschauer. Dank Kooperationen mit den Online-Angeboten von Bild und Sport Bild konnten diese Zahlen teilweise sogar auf über zwei Millionen gesteigert werden. Seit 2012 wird jedes Wochenende ein Spiel der Deutschen Eishockey Liga übertragen, das eine Reichweite von circa hunderttausend Live-Zuschauern erreicht.
Laola1.tv gehört in Österreich zu den meistbesuchten Websites und gilt als größtes Sportportal des Landes. Daten der ÖWA zufolge hatten die verschiedenen Angebote der Dachmarke Laola1 2013 durchschnittlich 6,4 Millionen Visits im Monat bei einer mittleren Verweildauer von etwa neun Minuten. Knapp 55 Prozent der Besucher kamen aus Österreich. Nach eigener Aussage ist Laola1.tv „Europas größte Videoplattform im Sportbereich“. Seit der Saison 2016/17 hält Laola die Live-Übertragungsrechte an der spanischen ersten Liga nicht mehr, sodass stattdessen nur Highlights aus der Primera División angeboten werden. Seither verfügt der Konkurrent DAZN über die entsprechenden Rechte.
Die Livestreams sind generell kostenlos. Die Seite bietet zudem eine kostenpflichtige Premium-Mitgliedschaft an, die es ermöglicht, Streams und Videos in HD-Qualität zu sehen und die Werbung zu reduzieren. Zudem gibt es eine Laola1.tv-App. Parallel zu laola1.tv wird die Seite laola1.at betrieben, die sich vor allem auf das Bereitstellen von Sportnachrichten fokussiert hat.
2016 wurde das Unternehmen in die schweizerische Sportradar AG eingegliedert. Die Marke laola1 blieb dabei erhalten. Neuer Geschäftsführer wurde Rainer Geier. Seit 2021 leitet laola1.tv auf laola1.at weiter, das Videoportal wurde, bis auf wenige Sparten, gänzlich eingestellt.

## Programm und Inhalt
Im Jahr 2008 sicherte sich Laola1.tv im Zuge einer Zusammenarbeit mit bwin die Rechte an der Fußball-Bundesliga und zeigte jede Woche die Topspiele in kostenpflichtigen Übertragungen. Seit 2009 werden kostenlose Livestreams der Spiele der spanischen Primera División angeboten. Sie gehören zu den reichweitenstärksten Formaten der Seite. Aus Spanien werden auch der Pokal und die zweite Liga angeboten. Des Weiteren werden Spiele der zweiten portugiesischen Liga und in Sommer- und Winterpause Freundschaftsspiele, vorwiegend mit Beteiligung von Mannschaften aus dem deutschsprachigen Raum, übertragen.
Außerdem werden verschiedene Eishockey-Wettbewerbe gezeigt. Seit 2010 gehört hierzu die österreichische Eishockey-Liga, zudem wird die russische Liga gezeigt. Im Jahr 2012 wurde Laola1.tv gemeinsam mit ServusTV neuer Partner der Deutschen Eishockey Liga und überträgt seither jeweils ein Spiel am Freitagabend. Im Bereich des Volleyballs besitzt das Unternehmen unter anderem die Rechte an den verschiedenen Europapokalwettbewerben, sowie der russischen und griechischen Profiliga. Seit 2013 werden einige Tennis-Turniere der ATP- und WTA-Tour gezeigt. Darüber hinaus werden Wettbewerbe der Sportarten Tischtennis, Handball, Motorsport und Basketball übertragen.